# Partido Português das Regiões
O Partido Português das Regiões (PPR) foi um partido político português, já extinto, criado em 1995. Defendia um modelo democrático assente nos valores regionais, éticos e sociais de liberdade, desenvolvido através de órgãos nacionais, regionais e autárquicos. Força partidária de matriz regionalista que apenas pretendia concorrer no círculo do Porto, preconizava a defesa e promoção, em geral, de "valores regionalistas" portuenses, com características semelhantes à Forza Italia de Silvio Berlusconi[carece de fontes?]. Adoptaram como símbolo uma estrela prateada sobre outra estrela azul, circunscritas por um círculo azul.
O partido foi liderado por Arlindo Neves, antigo presidente da Câmara de Gondomar, tendo como "homem-sombra" Avelino Ferreira Torres, um ex-militante do CDS que presidia à Câmara de Marco de Canaveses. Outras figuras importantes eram Jorge Nuno Pinto da Costa, presidente do FC Porto, Manuel Vaz, ex-presidente da Câmara da Póvoa de Varzim (pelo CDS e depois pelo PSD) e dirigente desportivo, que iria encabeçar a lista do PPR no círculo do Porto e José Gomes, antigo presidente do FC Paços de Ferreira. Tinha ainda como figuras mediáticas do desporto, os futebolistas Vítor Baía e João Pinto e o ciclista da Sicasal Paulo Ferreira.
Concorreu nas eleições autárquicas portuguesas de 1997, apresentando uma única lista para a Assembleia de Freguesia de Rossas (concelho de Arouca), tendo elegido o seu cabeça-de-lista como presidente da Junta de Freguesia, com 37,31% dos votos.
O partido foi extinto em 1998.